# واين سانديلاندس
واين سانديلاندس (بالإنجليزية: Wayne Sandilands) (23 أغسطس 1983 جنوب أفريقيا - ) هو لاعب كرة قدم جنوب أفريقي، يلعب كحارس مرمى، شارك في كأس الأمم الأفريقية 2013.

## روابط خارجية
- واين سانديلاندس على موقع قاعدة بيانات كرة القدم.إي يو (الإنجليزية)
- واين سانديلاندس على موقع ناشيونال فوتبول تيمز (الإنجليزية)
- واين سانديلاندس على موقع Soccerway.com (الإنجليزية)